# Marcoux (Loire)
Marcoux é uma comuna francesa na região administrativa de Auvérnia-Ródano-Alpes, no departamento de Loire. Estende-se por uma área de 15,3 km². Em 2010 a comuna tinha 782 habitantes (densidade: 51,1 hab./km²).